# カイサーン派
カイサーン派(カイサーンは、الكيسانية al-Kaysānīya)は、イスラム教の初期時代に存在したシーア派の一派。カイサーンの名の由来は指導者ムフタールの通称カイサーン(کیسان)による。第４代カリフ・アリーの卓越した援助者アスバグ・ブン・ヌバータ(اَصبَغ بن نُباته)に由来する伝承では、ある日、アリーが幼児期のムフタールを膝に乗せて頭を撫で愛でながら「یا کیس، یا کیس」と２回カイス（کیس）と呼んだことから、アラビア語の双数形の主格カイサーン(کیسان)となりムフタールの通称となった。カイス（کیس）とは賢いという意味。もう一つの説として、ムフタールの卓越した将校アブー・アムラ(ابو عَمْرَه)の名前カイサーン(کیسان)に由来するが、前者が有力説である。
シーア派は預言者ムハンマドの従弟で第4代カリフのアリーとその子孫のみが、イスラム共同体の指導者としてふさわしいイマームの資格があると考えるムスリム（イスラム教徒）のことであるが、カイサーン派の人々はアリーの末子ムハンマド・イブン・ハナフィーヤという人物が真正なイマームであるとみなした。これに対して、イマーム派やザイド派などのシーア派の他の派の多くは、ムハンマド・イブン・ハナフィーヤの異母兄で、アリーとムハンマドの娘ファーティマの間の息子で母方を通じてムハンマドの血を直接引くハサン、フサインとその子孫をイマームとして推戴している点に根本的な相違がある。
この派の初期の指導者ムフタールは、685年にイマームとして推戴するムハンマド・イブン・ハナフィーヤをマフディー（救世主、メシア）であると宣言し、自らはその代理人（カリフ）を名乗ってアリーのかつての本拠地であるイラクのクーファで決起し、ウマイヤ朝に対してムフタールの乱と呼ばれる反乱を起こした。ムフタールの勢力は一時はイラク一帯を制覇するカイサーン派国家を形成したが、687年に本拠地のクーファを落とされて滅ぼされた。さらに反乱鎮圧後に残ったカイサーン派の人々も、ムハンマド・イブン・ハナフィーヤが700年に死ぬと、マフディーたるムハンマド・イブン・ハナフィーヤが死んだことを認めず、救世主として再臨する日まで幽冥界に身を隠しているのだと考える派と、ムハンマドの遺児を次代のイマームとして推戴してゆこうとする派とに分裂した。その後、カイサーン派は、誰をイマームと認めるかの問題によって分裂を繰り返し、次第に衰えて8世紀の間に十二イマーム派などに吸収され、消滅した。
カイサーン派の分裂と衰退の過程では、アッバース家のウマイヤ家打倒の革命運動にシーア派から積極的に参加し、アッバース朝のカリフがイマームであると主張した派もあらわれている。
マフディーたるイマームが世界の終末において救世主として再臨するまで幽冥界に隠遁（ガイバ）をしているのだとする思想はカイサーン派によって初めて用いられ、十二イマーム派など他のシーア派の諸派に取り入れられ、それらの教義形成において大きな役割を果たすことになる。